# City of Greater Geelong

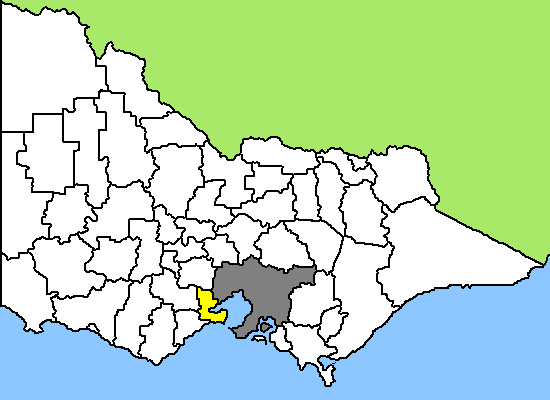
City of Greater Geelong (na żółto) na mapie stanu Wiktoria

City of Greater Geelong – obszar samorządu lokalnego (ang. local government area) położony w środkowej części australijskiego stanu Wiktoria, na południowy zachód od aglomeracji Melbourne. Samorząd powstał w wyniku stanowej reformy samorządowej z 1994 roku, z połączenia następujących jednostek: City of Geelong, City of Geelong West, City of Newtown i City of South Barwon oraz hrabstw Barrabool, Bannockburn, Bellarine i Corio. 
Powierzchnia samorządu wynosi 1240 km² i liczy 216330 mieszkańców (2009). Ośrodkiem administracyjnym jest miasto Geelong.
City of Greater Geelong dzieli się na dwanaście okręgów:
- Austin,
- Beangala,
- Brownbill,
- Buckley,
- Cheetham
- Corio,
- Coryule,
- Cowie,
- Deakin,
- Kardinia,
- Kildare,
- Windermere.

Władzę ustawodawczą sprawuje dwunastoosobowa rada, która jest reprezentowana przez dwunastu przedstawicieli z każdego okręgu. 
W celu identyfikacji samorządu Australian Bureau of Statistics wprowadziło czterocyfrowy kod dla City of Greater Geelong – 2750. Dodatkowo obszar podzielony jest na osiem lokalnych obszarów statystycznych (ang. statistical local area).